# Émile Baratte
Pour les articles homonymes, voir Baratte (homonymie).
Émile Baratte, né le 5 avril 1859 à Mont-Saint-Martin (Meurthe-et-Moselle) et mort le 27 décembre 1928 à Vitry-le-François (Marne), est un médecin militaire français, général pendant la Première Guerre mondiale.

## Biographie

### Famille
Marie Jean Émile Baratte est le fils d'Henri Baratte (1823-1912), contrôleur receveur des douanes, et d'Anne Marie Istasse (1832-1894),.
Il naît en 1859 à Mont-Saint-Martin (Moselle puis Meurthe-et-Moselle à partir de 1871), où son père est affecté aux frontières belge et luxembourgeoise.
Sa famille paternelle est d'origine franc-comtoise et liée au corps militaire des douanes où son père, son oncle, son grand-père et son arrière-grand-père servent ou ont servi.
Du côté maternel, ses ancêtres sont des cultivateurs enracinés dans la partie Nord de la Lorraine, appelée le Pays Haut lorrain.
Par ailleurs, il est le cousin germain de Paul Baratte (1860-1928), inspecteur général des ponts et chaussées, et est apparenté à Jacques Baratte (1898-1989), industriel, et à Yvonne Baratte (1910-1945), résistante française pendant la Seconde Guerre mondiale.

### Formation et carrière de médecin militaire
Émile Baratte se forme à l'École du Val-de-Grâce puis à l'École du Service de santé des armées, entre 1878 et 1882.
Il soutient sa thèse de docteur en médecine à Paris en 1882,.
Sitôt après sa formation de médecin militaire, il est envoyé en Algérie de 1882 à 1885 à l'hôpital militaire de la division de Constantine, puis prend part à la campagne du Tonkin de 1885 à 1888 avec le 2e régiment étranger,.
De retour en métropole en 1888, il est affecté successivement dans différents régiments d'infanterie (128e régiment d'infanterie, 19e bataillon de chasseurs à pied et 28e régiment d'infanterie), avant de servir en centres hospitaliers (hospice mixte de Saint-Étienne, hôpital thermal de Vichy, hôpital militaire Bégin, hospice mixte de Rouen).

### Première Guerre mondiale
Pendant la Grande Guerre, en tant que médecin principal de 1re classe, il prend part à la campagne de Lorraine en 1914 au sein de la 10e division du 5e corps d'armée puis dirige le service de santé du 15e corps d'armée début 1915.
Entre juin 1915 et août 1916 il est envoyé avec l'armée d'Orient pour diriger le service de santé du corps expéditionnaire des Dardanelles et de l'île de Corfou, où il s'illustre.
De retour en France, il commande le service de santé de la région Nord en septembre 1916, puis celui de la 14e région début 1917.
Promu le 22 mai 1917 médecin inspecteur (grade dénommé aujourd'hui médecin général), soit l'équivalent de général de brigade, il dirige le service de santé du 13e corps d'armée à compter de janvier 1918 jusqu'à la fin du conflit.
Il totalise 40 ans de services.

### Après-guerre
Il est placé dans le cadre de réserve par décision ministérielle du 21 mai 1919.
Rendu à la vie civile, il réside dans le 7e arrondissement de Paris.
Émile Baratte est élu membre titulaire de la Société des Sciences et Arts de Vitry-le-François à compter du 26 août 1927.

### Mort
Il décède le 27 décembre 1928 à Vitry-le-François,.
Il est inhumé en janvier 1929 au cimetière de Vitry-le-François.

## Grades
- 1878 : Élève
- 1880 : Élève médecin
- 1882 : Médecin stagiaire
- 1882 : Médecin aide major de 2e classe
- 1884 : Médecin aide major de 1re classe
- 1888 : Médecin major de 2e classe
- 1899 : Médecin major de 1re classe
- 1908 : Médecin principal de 2e classe
- 1912 : Médecin principal de 1re classe
- 1917 : Médecin inspecteur (1re section)
- 1919 : Médecin inspecteur (2e section)

## Vie privée
Émile Baratte se marie avec Jeanne Lavocat (1867-1940) le 20 octobre 1889 à Vitry-le-François,.
Le couple n'a pas d'enfant.

## Distinctions
Émile Baratte est récipiendaire des décorations suivantes :
- Commandeur de la Légion d'honneur (arrêté du 2 octobre 1920[14]) ; officier du 13 juillet 1915, chevalier du 29 décembre 1896[2] ;
- Croix de guerre 1914–1918, palme de bronze (1 citation à l'ordre de l'armée du 14 juillet 1915 : « Dirige le Service de Santé d'un Corps d'Armée avec une grande compétence et une activité inlassable. A fait preuve, comme Directeur du Service de Santé d'une Division, d'une grande bravoure et d'un rare esprit de ressources dans des circonstances critiques et qui lui ont permis le soir d'un combat de sauver 600 blessés qui sans lui seraient tombés au pouvoir de l'ennemi. »)[2] ;
- Chevalier de l'ordre du Mérite agricole (décret du 31 août 1907)[2],[15] ;
- Médaille commémorative de l'expédition du Tonkin (1885)[2] ;
- Médaille interalliée de la Victoire ;
- Médaille commémorative de la guerre 1914–1918 ;
- Chevalier de l'ordre du Dragon d'Annam (décret du 10 janvier 1890)[2] ;
- Commandeur de l'ordre royal de Saint-Sava (Serbie) (juillet 1916)[2] ;
- Médaille du roi Albert 1914-1918 (Belgique) ;
- Ordre de l'Aigle blanc (Serbie).

## Publications
- Thèse de médecine "De la fièvre typhoïde dans la grossesse" soutenue à Paris en 1882, 46 pages.
- Rapport du médecin principal de 1re classe Baratte sur l’inspection des formations sanitaires d’Alexandrie, ordre de mission du 31 août 1915, Archives du Musée du service de santé des armées au Val-de-Grâce à Paris, carton 795, 6 pages.
- Mission militaire française près l’Armée serbe, Service de santé de la Base française de Corfou - alors dirigé par le médecin principal de 1re classe Marie Jean Émile Baratte -, Journal des marches et opérations - 17 janvier 1916 - 16 décembre 1917 - : Service historique de la Défense, S.G.A. « Mémoire des hommes », Cote 26 N 10/3.
- Paul Sollier (préf. Émile Baratte), Traité clinique de neurologie de guerre, Paris, Librairie Félix Alcan, 1918, 830 p. (lire en ligne), p. I-IV